# 196. poljska artilerijska brigada (ZDA)
196. poljska artilerijska brigada (izvirno angleško 196th Field Artillery Brigade) je bila poljska artilerijska brigada Kopenske vojske Združenih držav Amerike.